# Cecilie Fløe
Cecilie Fløe (nacida el 8 de octubre de 2001) es una futbolista danesa que juega de delantero en el HB Køge en la Elitedivisionen y en la selección nacional de fútbol femenina de Dinamarca.
Anteriormente también jugó fútbol en la escuela secundaria en los Estados Unidos en la Academia Montverde en 2017/2018, hasta que se cambió a Odense Q, en 2018.

## Carrera
Fløe fue la séptima jugadora con mayor puntuación en la Elitedivisionen, en las vacaciones de invierno de 2019. Se mudó al club Kolding IF en enero de 2020.
Representó a Dinamarca en el Campeonato Europeo Femenino Sub-17 de la UEFA 2018-19 en Bulgaria.
Hizo su debut absoluto en Dinamarca el 26 de octubre de 2021, sustituyendo a Sofie Junge Pedersen en el minuto 76 en la victoria por 5-1 contra Montenegro en el ciclo de Clasificación de UEFA para la Copa Mundial Femenina de Fútbol de 2023.

### Clubes
| Año       | Equipo                 | Partidos | Goles |
| --------- | ---------------------- | -------- | ----- |
| Juveniles |                        |          |       |
| 2006-2013 | Erritsø GIF            |          |       |
| 2013-2016 | MG&BK                  |          |       |
| 2016-2017 | Efterskolen ved Nyborg |          |       |
| 2018-2019 | Odense Q               |          |       |
| Mayores   |                        |          |       |
| 2019      | Odense Q               | 13       | 7     |
| 2020-2021 | Kolding IF             | 28       | 10    |
| 2018-2019 | HB Køge                | 14       | 6     |

Estadísticas actualizadas al 5 de diciembre de 2021.